# 小刺光唇魚
小刺光唇魚，又稱小刺石𩼧（学名：Acrossocheilus spinifer）为輻鰭魚綱鯉形目鲤科光唇魚屬的其中一種。分布於亞洲中國福建省及廣東省淡水流域，體長可達15.3公分，棲息在水質清澈、礫石底質的河川底中層水域，以水生昆蟲、藻類、有機碎屑等為食，可做為食用魚，蛋魚卵有毒，可導致腹瀉、噁心、嘔吐和頭暈。，

## 扩展阅读
維基物種上的相關：小刺光唇魚